# Francesca Schiavone
Francesca Schiavone (ur. 23 czerwca 1980 w Mediolanie) – włoska tenisistka, zwyciężczyni wielkoszlemowego French Open 2010 w grze pojedynczej, finalistka French Open 2011 w singlu i 2008 w grze podwójnej. W swojej karierze wygrała 8 turniejów WTA w grze pojedynczej i 7 w grze podwójnej.

## Kariera

### 1998–2003
W 1998 zaczęła swoją zawodową karierę. W tym roku wygrała swój pierwszy turniej w grze podwójnej w Edynburgu w parze z Antonellą Serra Zanetti. Rok 1998 zakończyła na 295 pozycji w rankingu WTA. W roku 1999 zagrała w turnieju w Rzymie i odpadła od razu w I rundzie. Następnie odpadła w kwalifikacjach do turnieju głównego US Open Sezon 1999 zakończyła na 184. miejscu. W 2000 roku doszła do swojego pierwszego finału w grze pojedynczej, w którym przegrała z Irodą Tulyaganovą 3:6, 6:2, 3:6. Następnie brała udział w kwalifikacjach do turnieju French Open i Wimbledonu, lecz w obu przypadkach przegrała. Lecz w US Open udało jej się pierwszy raz w swojej karierze wejść do turnieju głównego w którym przegrała w III rundzie z Jeleną Dokić 6:7(4), 5:7. Sezon 2000 zakończyła na 80. miejscu. W Australian Open 2001 odpadła już w I rundzie przegrywając 6:7(8), 6:1, 4:6 z Ritą Kuti Kis. Następnie doszła do III rundy w Indian Wells i do ćwierćfinału w Rzymie Na przełomie maja i czerwca brała udział we French Open i doszła do ćwierćfinału. Następnie wygrała swój drugi turniej deblowy w Sopocie w parze z Joannette Kroger. W lipcu doszła do II rundy Wimbledonu, a w US Open odpadła w I rundzie. W turnieju w Moskwie doszła do ćwierćfinału. Sezon 2001 zakończyła na 30. miejscu. W 2002 roku doszła do III rundy w Australian Open i French Open do II rundy Wimbledonu o IV rundy US Open. W Indian Wells i Rzymie doszła do II rundy, a w Toronto do III rundy. W I rundzie odpadła w Berlinie i w Charleston. 2002 roku skończyła na 41 pozycji. W Australian Open w 2003 roku odpadła w I rundzie, we French Open odpadła w II rundzie, na Wimbledonie odpadła w III rundzie, a w US Open doszła do ćwierćfinału. W 2003 roku doszła do finału w Canberze, przegrywając z Meghann Shaughnessy 1:6, 1:6. Sezon skończyła na 20 pozycji w rankingu WTA.

### 2004
W Australian Open doszła do II rundy. W marcu w Indian Wells odpadła w II rundzie, a w Rzymie doszła do ćwierćfinału. W turnieju French Open doszła do IV rundy. W maju w Warszawie wygrała swój trzeci turniej deblowy. Na Wimbledonie odpadła w II rundzie, natomiast w US Open doszła IV rundy. Na letnich igrzyskach olimpijskich w Atenach doszła do ćwierćfinału. W Moskwie natomiast odpadła w ćwierćfinale. Sezon skończyła na 19 pozycji.

### 2005
W Australian Open doszła do III rundy. W marcu grała w Indian Wells i doszła do II rundy. W Rzymie doszła do ćwierćfinału. Na drugim turnieju wielkoszlemowym w sezonie we French Open odpadła w IV rundzie. W San Diego doszła do II rundy, natomiast w Zurychu doszła do ćwierćfinału. Na Wimbledonie odpadła już w I rundzie, a w US Open doszła do III rundy. W końcówce sezonu w Moskwie, na Bali i w Hasselt doszła do finału w których przegrała z Mary Pierce, Lindsay Davenport i Kim Clijsters. W turnieju w Dosze wygrała w parze z Alicią Molik turniej wygrywając w finale 6:3, 6:4 z Liezel Huber i Carą Black. W 2005 zakończyła sezon na 13. miejscu w rankingu WTA.

### 2006
Sezon zaczęła znakomicie dochodząc do finału turnieju w Sydney, w którym przegrała z Justine Henin 6:4, 5:7, 5:7. W Australian Open odpadła w IV rundzie przegrywając z Kim Clijsters 5:7, 4:6. W 2006 roku razem w parze z Květą Peschke wygrały trzy turnieje w Dubaju, w Luksemburgu i w Moskwie. Natomiast w singlu doszła do dwóch finałów w Amelia Island i w Luksemburgu. W turnieju French Open przegrała w IV rundzie ze Swietłaną Kuzniecową 6:1, 4:6, 4:6. W turnieju wimbledońskim przegrała w I rundzie z Melanie South 6:3, 3:6, 4:6. Natomiast w US Open przegrała w III rundzie z Szachar Pe’er 3:6, 7:7, 6:7. Sezon zakończyła na 15. miejscu w rankingu WTA.

### 2007
W 2007 roku doszła do II rundy Australian Open, Wimbledonu i US Open, natomiast we French Open doszła do III rundy. W lipcu wygrała swój pierwszy turniej w Bad Gastein pokonując w finale Yvonne Meusburger 6:1, 6:4. W turnieju w Zurychu doszła do półfinału. Sezon zakończyła na 25. miejscu.

### 2008
W sezonie 2008 w Australian Open doszła do III rundy przegrywając z Justine Henin 5:7, 4:6. W turnieju French Open również odpadła w III rundzie, natomiast na Wimbledonie i w US Open dochodziła do II rundy. W Moskwie i w Montrealu odpadała już w I rundach. Na letnich igrzyskach olimpijskich w Pekinie doszła do III rundy. Sezon skończyła na 30. miejscu w rankingu WTA.

### 2009
W dwóch pierwszych turniejach wielkoszlemowych sezonu odpadała już w I rundzie. Na Wimbledonie wreszcie przełamała złą passę i doszła do ćwierćfinału przegrywając z Jeleną Diemientjewą 2:6, 2:6. W turnieju w Pradze przegrała w finale z Sybille Bammer 6:7, 2:6. W US Open doszła do IV rundy pokonując po drodze jedną z faworytek Wiktoryję Azarankę 4:6, 6:2, 6:2, a przegrywając z Chinką Li Na 2:6, 2:6. W październiku w Osace doszła do finału, w którym przegrała 5:7, 1:6 z Samanthą Stosur. Następnie w Moskwie wygrała swój drugi turniej w karierze pokonując Olgę Goworcową 6:3, 6:0. Sezon zakończyła na 17. miejscu w rankingu WTA.

### 2010
Sezon 2010 zaczęła od wielkoszlemowego Australian Open w którym doszła do IV rundy przegrywając z Venus Williams 6:3, 2:6, 1:6. Po tym turnieju wzięła udział w turnieju w Paryżu w którym po wygraniu I rundy bez straty gema (6:0, 6:0) przegrała w II z Lucie Šafářovą 5:7, 2:6. W Indian Wells odpadła w III rundzie przegrywając z Aravane Rezaï 7:6, 6:7, 4:6. Na turnieju w Miami również odpadła w III rundzie. W kwietniu Schiavone wygrała swój trzeci turniej w grze pojedynczej na kortach ziemnych w Barcelonie pokonując w finale swoją rodaczkę Robertę Vinci 6:1, 6:1. W Rzymie przegrała w II rundzie z Marią José Martínez Sánchez, natomiast w Madrycie doszła do III rundy przegrywając z Venus Williams. W turnieju French Open pokonując m.in. Li Na, Mariję Kirilenko, Caroline Wozniacki, Jelenę Diemientjewą, a w finale Samanthę Stosur wygrała swój pierwszy wielkoszlemowy turniej. Po paryskim turnieju awansowała na 6 pozycję w rankingu WTA. Na kortach Wimbledonu mistrzyni French Open odpadła już w I rundzie. W turnieju US Open doszła do ćwierćfinału, w którym przegrała z Venus Williams 6:7, 4:6.

### 2011
Schiavone rozpoczęła sezon od udziału w Pucharze Hopmana, który zakończyła na fazie grupowej, wygrywając jeden mecz singlowy. W Sydney odpadła w pierwszej rundzie po meczu z Alisą Klejbanową. W Australian Open Włoszka awansowała do ćwierćfinału, w którym uległa najwyżej rozstawionej Caroline Wozniacki 3:6, 6:3, 6:3. W deblu nie wygrała meczu. W Pucharze Federacji odniosła jeden triumf i jedną porażkę. W Dubaju osiągnęła trzecią rundę, zaś w Dosze – drugą. W Kuala Lumpur nie wygrała meczu. W zawodach w Indian Wells i Miami zanotowała czwarte rundy. W pierwszym z turniejów przegrała z Szachar Pe’er 4:6, 6:3, 6:7(3), zaś w drugim uległa Agnieszce Radwańskiej 0:6, 2:6. W Dubaju i Indian Wells zawodniczka wygrała po jednym meczu w grze podwójnej.
Okres gry na nawierzchni ceglanej rozpoczęła od porażki z Agnieszką Radwańską w drugiej rundzie w Stuttgarcie. W Madrycie końcowym rezultatem Włoszki była trzecia runda i porażka z Bethanie Mattek-Sands, a w deblu – runda druga. W Rzymie wygrała rundę więcej, osiągającym tym samym ćwierćfinał. W nim lepsza okazała się Samantha Stosur. Kolejnym wynikiem Schiavone był półfinał w Brukseli, gdzie pokonała bez straty seta trzy nierozstawione tenisistki, aby ulec liderce światowych list, Caroline Wozniacki. French Open zakończył się dla zawodniczki finałem, jednakże nie obroniła ona tytułu. W drodze do meczu mistrzowskiego straciła dwa sety, natomiast w ostatnim pojedynku uległa Li Na 4:6, 6:7(0).
Rozgrywki na trawie w Eastbourne zakończyła na porażce z Agnieszką Radwańską w drugiej rundzie zawodów. Na Wimbledonie zanotowała trzecią rundę, przegrywając w niej 6:3, 4:6, 9:11 z Tamirą Paszek. W deblu ponownie nie wygrała meczu.
W Toronto Schiavone została pokonana w trzeciej rundzie przez Lucie Šafářovą 3:6, 3:6. Taki sam rezultat powtórzyła w Cincinnati, lecz tym razem lepsza okazała się Jelena Janković. W grze podwójnej partnerowała jej Andrea Petković, ale ich pierwszy mecz zakończył się porażką. W New Haven pokonała dwie Rumunki Alexandrę Dulgheru i Monikę Niculescu, oddając im po trzy gemy. Do półfinału awansowała dzięki walkowerowi Anabel Mediny Garrigues. W meczu o finał ponownie zwyciężyła Wozniacki. Podczas US Open rozegrała cztery mecze, w tym trzy trzysetowe. W czwartej rundzie nie sprostała Anastasiji Pawluczenkowej. W deblu wygrała jeden mecz, zaś drugi para oddała walkowerem.
Pierwszy mecz w Seulu zakończył się triumfem Wiery Duszewiny w dwóch setach. W grze podwójnej razem z Maríą José Martínez Sánchez mecz ćwierćfinałowy poddały walkowerem. W Pekinie Włoszka wygrała z Bojaną Jovanovski, ale w kolejnym meczu uległa Dominice Cibulkovej 2:6, 2:6. W ostatnim turnieju w sezonie – w Moskwie – przegrała w swoim pierwszym meczu z Kaią Kanepi 4:6, 7:5, 6:7(7).

### 2012
Sezon rozpoczęła od półfinału w Brisbane. Rozstawiona z numerem trzecim wygrała w ćwierćfinale z Jeleną Janković 5:7, 7:6(2), 6:3, lecz w meczu o finał przegrała z nierozstawioną Kaią Kanepi 3:6, 0:6. W Sydney i Australian Open przegrała już w drugiej rundzie – odpowiednio z Danielą Hantuchovą 5:7, 1:6 i Rominą Oprandi 4:6, 3:6.
Podczas turniejów w Doha i Dubaju przegrała w pierwszych meczach – z Yaniną Wickmayer 6:7(4), 4:6 i Aną Ivanović 1:6, 5:7. Podczas Indian Wells w meczu trzeciej rundy z Lucie Šafářovą skreczowała po przegraniu pierwszego seta 2:6. W Miami i Barcelonie ponownie przegrała w pierwszym meczu, tym razem z Ksieniją Pierwak 4:6, 6:4, 5:7 i Olgą Hawarcową 4:6, 3:6. Porażki w pierwszych meczach zanotowała również w ważnych turniejach w Madrycie i Rzymie – porażki z Varvarą Lepchenko 4:6, 7:6(8), 3:6 i Jekatieriną Makarową 3:6, 4:6.
Pod koniec maja Schiavone mogła się „pochwalić” bilansem w sezonie 8-14. Wówczas przystąpiła do turnieju w Strasburgu, w którym została rozstawiona z numerem drugim. Wreszcie zagrała na miarę oczekiwań i po zwycięstwie 6:4, 6:4 w finale nad Alizé Cornet osiągnęła swój piąty triumf turniejowy WTA. Tydzień później broniła finału we French Open, lecz już w trzeciej rundzie przegrała z Varvarą Lepchenko 6:3, 3:6, 6:8. Porażka kosztowała Włoszkę spadek w rankingu z 12. na 27. miejsce.
Miesiąc później wystąpiła w wielkoszlemowym Wimbledonie, w którym przegrała w czwartej rundzie z obrończynią tytułu Petrą Kvitovą 6:4, 5:7, 1:6. Podczas Letnich Igrzysk Olimpijskich w Londynie przegrała już w drugim meczu z Wierą Zwonariową 3:6, 3:6.
Do końca sezonu wygrała już tylko jeden mecz – podczas turnieju w Tokio pokonała Jarosławę Szwiedową 4:6, 7:6(4), 6:4, by w drugiej rundzie ulec Samancie Stosur 6:4, 2:6, 5:7. We wszystkich pozostałych pięciu turniejach do końca sezonu przegrała w pierwszych meczach. Sezon zakończyła na 35. miejscu w rankingu oraz z bilansem zwycięstw 22-25.

### 2017
Po przegraniu pierwszej rundy w turnieju Hobart Francesca Schiavone oświadczyła, że 2017 jest jej ostatnim rokiem w karierze zawodowej. Włoszka została pokonana przez Janę Fett 3:6, 2:6.

### 2018
Swój ostatni mecz w zawodach cyklu WTA Tour rozegrała w lipcu w Gstaad, gdy przegrała w pierwszej rundzie z Samanthą Stosur 3:6, 2:6. Podczas US Open ogłosiła zakończenie kariery.
Jak poinformowała rok później, przerwanie kariery i zniknięcie z udziału w życiu publicznym spowodowane było nowotworem złośliwym.

## Historia występów wielkoszlemowych
Legenda
     W, wygrany turniej
     F, przegrana w finale
     SF, przegrana w półfinale
     QF, przegrana w ćwierćfinale
     xR, przegrana w x rundzie
     Qx, przegrana w x rundzie kwalifikacji
     A, brak startu

### Występy w grze pojedynczej
| Australian Open        | A   | A  | 1R | 3R | 1R | 2R | 3R | 4R | 2R | 3R | 1R | 4R | QF | 2R | 1R | 1R | 1R  | Q2  | 1R | 1R | 0 / 17 | 19 – 17  |  |  |  |  |
| French Open            | A   | Q3 | QF | 3R | 2R | 4R | 4R | 4R | 3R | 3R | 1R | W  | F  | 3R | 4R | 1R | 3R  | 1R  | 1R | 1R | 1 / 18 | 40 – 17  |  |  |  |  |
| Wimbledon              | A   | Q1 | 2R | 2R | 3R | 2R | 1R | 1R | 2R | 2R | QF | 1R | 3R | 4R | 1R | 1R | 1R  | 2R  | 2R | A  | 0 / 17 | 18 – 17  |  |  |  |  |
| US Open                | Q1  | 3R | 1R | 4R | QF | 4R | 3R | 3R | 2R | 2R | 4R | QF | 4R | 1R | 1R | 1R | 1R  | 1R  | 1R | A  | 0 / 18 | 28 – 18  |  |  |  |  |
|                        |     |    |    |    |    |    |    |    |    |    |    |    |    |    |    |    |     |     |    |    |        |          |  |  |  |  |
| Ranking na koniec roku | 184 | 80 | 30 | 41 | 20 | 19 | 13 | 15 | 25 | 30 | 17 | 7  | 11 | 35 | 42 | 82 | 121 | 100 | 90 | –  | 1 / 70 | 105 – 69 |  |  |  |  |

### Występy w grze podwójnej
| Australian Open        | A | A | A   | 1R  | A  | 1R | 1R | 3R | 3R | 1R | SF | QF | 1R  | 1R | 1R  | A   | A   | A   | A   | 1R | 0 / 12 | 11 – 12 |  |  |  |  |  |
| French Open            | A | A | A   | 1R  | A  | QF | A  | QF | 3R | F  | 3R | 2R | A   | 3R | 3R  | 1R  | 2R  | A   | QF  | A  | 0 / 12 | 24 – 12 |  |  |  |  |  |
| Wimbledon              | A | A | A   | 1R  | 1R | 2R | 1R | QF | 1R | 2R | 2R | A  | 1R  | SF | 1R  | 1R  | 2R  | A   | 1R  | A  | 0 / 14 | 11 – 14 |  |  |  |  |  |
| US Open                | A | A | A   | 1R  | 2R | 2R | 1R | SF | 1R | 2R | 2R | 1R | 2R  | A  | 2R  | 1R  | A   | A   | 1R  | A  | 0 / 13 | 10 – 13 |  |  |  |  |  |
|                        |   |   |     |     |    |    |    |    |    |    |    |    |     |    |     |     |     |     |     |    |        |         |  |  |  |  |  |
| Ranking na koniec roku | – | – | 117 | 143 | 77 | 40 | 34 | 9  | 48 | 32 | 19 | 43 | 131 | 51 | 100 | 144 | 170 | 430 | 163 | –  | 0 / 51 | 56 – 51 |  |  |  |  |  |

### Występy w grze mieszanej
| Australian Open | A | A | A | A  | A  | A | A | A  | SF | A | 1R | A | A | A | A  | A | A | A | A | A | 0 / 2 | 3 – 2 |  |  |  |  |  |
| French Open     | A | A | A | A  | 2R | A | A | A  | A  | A | A  | A | A | A | A  | A | A | A | A | A | 0 / 1 | 1 – 1 |  |  |  |  |  |
| Wimbledon       | A | A | A | 2R | A  | A | A | 1R | A  | A | A  | A | A | A | 2R | A | A | A | A | A | 0 / 3 | 2 – 3 |  |  |  |  |  |
| US Open         | A | A | A | A  | A  | A | A | 1R | A  | A | A  | A | A | A | A  | A | A | A | A | A | 0 / 1 | 0 – 1 |  |  |  |  |  |
|                 |   |   |   |    |    |   |   |    |    |   |    |   |   |   |    |   |   |   |   |   |       |       |  |  |  |  |  |
|                 |   |   |   |    |    |   |   |    |    |   |    |   |   |   |    |   |   |   |   |   | 0 / 7 | 6 – 7 |  |  |  |  |  |

## Finały turniejów WTA
| Legenda                     | Legenda |
| --------------------------- | ------- |
| Wielki Szlem                |         |
| Igrzyska olimpijskie        |         |
| WTA Tour Championships      |         |
| 1988 – 2008                 |         |
| Kategoria I                 |         |
| Kategoria II                |         |
| Kategoria III               |         |
| Kategoria IV                |         |
| Kategoria V                 |         |
| 2009 – 2020                 |         |
| WTA Premier Mandatory       |         |
| WTA Premier 5               |         |
| WTA Premier                 |         |
| WTA International Series    |         |
| WTA 125K series (2012–2020) |         |

### Gra pojedyncza 20 (8-12)
| Końcowy wynik | Nr  | Data                 | Turniej        | Nawierzchnia    | Przeciwniczka            | Wynik finału  |
| ------------- | --- | -------------------- | -------------- | --------------- | ------------------------ | ------------- |
| Finalistka    | 1.  | 12 czerwca 2000      | Taszkent       | Twarda          | Iroda Tulyaganova        | 3:6, 6:2, 3:6 |
| Finalistka    | 2.  | 6 stycznia 2003      | Canberra       | Twarda          | Meghann Shaughnessy      | 1:6, 1:6      |
| Finalistka    | 3.  | 12 września 2005     | Bali           | Twarda          | Lindsay Davenport        | 2:6, 4:6      |
| Finalistka    | 4.  | 10 października 2005 | Moskwa         | Dywanowa (hala) | Mary Pierce              | 4:6, 3:6      |
| Finalistka    | 5.  | 24 października 2005 | Hasselt        | Dywanowa (hala) | Kim Clijsters            | 2:6, 2:6      |
| Finalistka    | 6.  | 9 stycznia 2006      | Sydney         | Twarda          | Justine Henin-Hardenne   | 6:4, 5:7, 5:7 |
| Finalistka    | 7.  | 3 kwietnia 2006      | Ponte Beach    | Ceglana         | Nadieżda Pietrowa        | 4:6, 4:6      |
| Finalistka    | 8.  | 25 września 2006     | Luksemburg     | Twarda (hala)   | Alona Bondarenko         | 3:6, 2:6      |
| Zwyciężczyni  | 1.  | 29 lipca 2007        | Bad Gastein    | Ceglana         | Yvonne Meusburger        | 6:1, 6:4      |
| Finalistka    | 9.  | 19 lipca 2009        | Praga          | Ceglana         | Sybille Bammer           | 6:7(4), 2:6   |
| Finalistka    | 10. | 12 października 2009 | Osaka          | Twarda          | Samantha Stosur          | 5:7, 1:6      |
| Zwyciężczyni  | 2.  | 25 października 2009 | Moskwa         | Twarda (hala)   | Wolha Hawarcowa          | 6:3, 6:0      |
| Zwyciężczyni  | 3.  | 17 kwietnia 2010     | Barcelona      | Ceglana         | Roberta Vinci            | 6:1, 6:1      |
| Zwyciężczyni  | 4.  | 5 czerwca 2010       | French Open    | Ceglana         | Samantha Stosur          | 6:4, 7:6(2)   |
| Finalistka    | 11. | 4 czerwca 2011       | French Open    | Ceglana         | Li Na                    | 4:6, 6:7(0)   |
| Zwyciężczyni  | 5.  | 26 maja 2012         | Strasburg      | Ceglana         | Alizé Cornet             | 6:4, 6:4      |
| Zwyciężczyni  | 6.  | 28 kwietnia 2013     | Marrakesz      | Ceglana         | Lourdes Domínguez Lino   | 6:1, 6:3      |
| Zwyciężczyni  | 7.  | 21 lutego 2016       | Rio de Janeiro | Ceglana         | Shelby Rogers            | 2:6, 6:2, 6:2 |
| Zwyciężczyni  | 8.  | 15 kwietnia 2017     | Bogota         | Ceglana         | Lara Arruabarrena        | 6:4, 7:5      |
| Finalistka    | 12. | 6 maja 2017          | Rabat          | Ceglana         | Anastasija Pawluczenkowa | 5:7, 5:7      |

## Występy w Turnieju Mistrzyń

### W grze pojedynczej
| Rok  | Rezultat     | Przeciwniczka                                          | Wynik                           |
| 2010 | Faza grupowa | Samantha Stosur Caroline Wozniacki Jelena Diemientjewa | 4:6, 4:6 6:3, 1:6, 1:6 6:4, 6:2 |

### W grze podwójnej
| Rok  | Rezultat | Partnerka     | Przeciwniczki                | Wynik    |
| 2006 | Półfinał | Květa Peschke | Lisa Raymond Samantha Stosur | 1:6, 4:6 |

## Występy w igrzyskach olimpijskich

### Gra pojedyncza
| Runda                                                                         | Przeciwniczka                    | Wynik            |  |
| ----------------------------------------------------------------------------- | -------------------------------- | ---------------- |  |
|                                                                               |                                  |                  |  |
| Letnie Igrzyska Olimpijskie w Atenach 2004, reprezentując państwo Włochy [11] |                                  |                  |  |
| I runda                                                                       | Japonia: Shinobu Asagoe          | 6:3, 7:6(4)      |  |
| II runda                                                                      | Korea Południowa: Cho Yoon-jeong | 2:6, 7:6(0), 6:4 |  |
| III runda                                                                     | Kolumbia: Fabiola Zuluaga        | 6:7(5), 6:1, 6:3 |  |
| Ćwierćfinał                                                                   | Rosja: Anastasija Myskina [3]    | 1:6, 2:6         |  |
|                                                                               |                                  |                  |  |
| Letnie Igrzyska Olimpijskie w Pekinie 2008, reprezentując państwo Włochy      |                                  |                  |  |
| I runda                                                                       | Uzbekistan: Akgul Amanmuradova   | 6:4, 6:2         |  |
| II runda                                                                      | Polska: Agnieszka Radwańska [8]  | 6:3, 7:6(6)      |  |
| III runda                                                                     | Rosja: Wiera Zwonariowa [9]      | 6:7(4), 4:6      |  |
|                                                                               |                                  |                  |  |
| Letnie Igrzyska Olimpijskie w Londynie 2012, reprezentując państwo Włochy     |                                  |                  |  |
| I runda                                                                       | Czechy: Klára Zakopalová         | 6:3, 3:6, 6:4    |  |
| II runda                                                                      | Rosja: Wiera Zwonariowa [13]     | 3:6, 3:6         |  |

### Gra podwójna
| Runda                                                                     | Partnerka           | Przeciwniczki                                               | Wynik            |
| ------------------------------------------------------------------------- | ------------------- | ----------------------------------------------------------- | ---------------- |
|                                                                           |                     |                                                             |                  |
| Letnie Igrzyska Olimpijskie w Atenach 2004, reprezentując państwo Włochy  |                     |                                                             |                  |
| I runda                                                                   | Silvia Farina Elia  | Słowacja: Ľubomíra Kurhajcová / Martina Suchá               | 6:2, 6:4         |
| II runda                                                                  | Silvia Farina Elia  | Chiny: Li Ting / Sun Tiantian [8]                           | 1:6, 6:7(1)      |
|                                                                           |                     |                                                             |                  |
| Letnie Igrzyska Olimpijskie w Pekinie 2008, reprezentując państwo Włochy  |                     |                                                             |                  |
| I runda                                                                   | Flavia Pennetta     | Australia: Casey Dellacqua / Alicia Molik                   | 6:4, 6:4         |
| II runda                                                                  | Flavia Pennetta     | Chińskie Tajpej: Chan Yung-jan / Chuang Chia-jung [3]       | 7:6(1), 1:6, 8:6 |
| Ćwierćfinał                                                               | Flavia Pennetta     | Ukraina: Alona Bondarenko / Kateryna Bondarenko [6]         | 1:6, 6:3, 5:7    |
|                                                                           |                     |                                                             |                  |
| Letnie Igrzyska Olimpijskie w Londynie 2012, reprezentując państwo Włochy |                     |                                                             |                  |
| I runda                                                                   | Flavia Pennetta [7] | Hiszpania: Anabel Medina Garrigues / Arantxa Parra Santonja | 7:6(4), 6:4      |
| II runda                                                                  | Flavia Pennetta [7] | Chińskie Tajpej: Chuang Chia-jung / Hsieh Su-wei            | 7:6(3), 5:7, 4:6 |